# مردوخ أبلاصر
مردوخ أبلاصر معنى اسمه مردوخ يحمي الوريث هو ملك بابلي كلداني تولى حكم مملكة بابل من سنة 780-769 ق م بعد وفاة مردوخ بيل زيري وغير معلوم كيف تولى السلطة، خاض هذا الملك عدة حملات في الجنوب وعلى القبائل الكلدانية المعارضة له في مدينة ماراد وثم إنتقل إلى شمال بابل ليحارب هناك قبائل الغاناناتي، ولم تعرف فترة حكمه بالضبط الا أنه ذكر أنه وحد بلاد بابل الكلدانية في عصره، إلا أنه في نهاية عصره تمكن إيريبا مردوخ من قبيلة بيث ياقين من خلعه من الحكم في سنة 769 ق م.